# Криулень
Криулень (также Криуля́ны; рум. Criuleni) — город в Молдавии, центр Криулянского района. В состав города входят сёла Охринча и Золончень.

## География
Криулень расположен в 43 км к северо-востоку от Кишинёва, на реке Днестр. Высота над уровнем моря — 19 м.

## История
О происхождении названия существует следующая легенда. В соседних сёлах жили парень Криу и девушка Ленуца. Они были влюблены друг в друга, но родители запретили им жениться. Не найдя другого выхода, влюблённые бросились в Днестр. Родственники влюблённых поняли всю глубину трагедии и со временем переселились на то место, рядом с которым утопились Криу и Ленуца. Поселение назвали Крио-Ляна. Позже название преобразовалось в Криулень, или Криуляны.
Первое документальное упоминание датируется 1607 годом, когда село за 100 татарских золотых и трёх хороших коней приобрел Никоарэ Донич.
Перепись, проведенная русской военной администрацией в 1774 году, показала, что Криуляны насчитывали 28 хозяйств. В 1796 году в селе была возведена деревянная церковь, а в 1814 году — каменная.
Согласно Спискам населенных мест Бессарабской губернии за 1859 год, Криуляны — местечко владельческое и резешское при реке Днестр в 350 дворов. Население составляло 1100 человек (560 мужчин, 540 женщин). Село входило в состав Оргеевского уезда Бессарабской губернии.
В середине XIX века в селе действовала переправа через Днестр, плавучая мельница, четыре фабрики по покраске шерсти, спиртовой завод и пекарня. В 1866 году открылась приходская школа, работал еврейский молитвенный дом. В Криулянах проводились две большие ярмарки — Свято-Георгиевская и Покровская.
По данным справочника «Волости и важнейшие селения Европейской России» за 1886 год, Криуляны — административный центр Криулянской волости Оргеевского уезда.
В начале XX века в Криулянах действовала земская школа, при которой была библиотека с 289 наименованиями книг, была установлена телефонная связь, открыт медпункт.
Летом 1941 года здесь проживали 1852 человека, однако к лету 1949 года население сократилось до 1323 человек.
В 1944—1970 годах Криуляны входили в состав Дубоссарского района Молдавской ССР. В 1970-м году из части Дубоссарского и Новоанненского районов был выделен отдельный Криулянский район Молдавской ССР с районным центром в Криулянах.
16 июня 1967 года село Криуляны получило статус посёлка городского типа. В 1970 году население посёлка составляло 4,9 тыс. жителей. В начале 1990-х годов Криуляны становятся городом.
Во времена Молдавской ССР в Криулянах работал комбикормовый завод.

## Уроженцы
- Гавриков, Виктор Николаевич (род. 1957) — советский литовский шахматист[6].
- Каменщик, Александра (род. 1988) — молдавская лыжница и биатлонистка.
- Клещенко, Сергей Викторович (род. 1972) — молдавский футболист[7].
- Мунтян, Юрий Викторович (род. 1972) — исполнительный секретарь Центрального Комитета Партии коммунистов Республики Молдова[8].